# Prachtlibel
De prachtlibel (Macromia splendens) is een echte libel uit de familie van de prachtlibellen (Macromiidae). De wetenschappelijke naam van de soort werd in 1843 als Cordulia splendens gepubliceerd door François Jules Pictet de la Rive.
De soort staat op de Rode Lijst van de IUCN als kwetsbaar, beoordelingsjaar 2019; de trend van de populatie is volgens de IUCN dalend. De prachtlibel komt voor in Portugal, Spanje en Frankrijk. Het is de enige vertegenwoordiger van de familie prachtlibellen in Europa.